# Último ancestro común chimpancé-humano
El último ancestro común chimpancé-humano (conocido por sus siglas en inglés CHLCA, por Chimpanzee–human last common ancestor) es el último ancestro común compartido por los géneros Homo (humano) y Pan (chimpancé y bonobo) existentes de Hominini. Debido a la compleja especiación híbrida, no es posible dar una estimación precisa de la edad de esta población ancestral. Si bien la «divergencia original» entre las poblaciones puede haber ocurrido ya hace 13 millones de años (Mioceno), la hibridación puede haber continuado hasta hace tan solo 4 millones de años (Plioceno).
En estudios genéticos humanos, el CHLCA es útil como punto de anclaje para calcular las tasas de polimorfismo de nucleótido único (SNP, por su sigla en inglés) en poblaciones humanas donde los chimpancés se usan como un grupo externo, es decir, como la especie existente genéticamente más similar al Homo sapiens.

## Taxonomía
| (orangutanes) |
|               |

| (gorilas) |
|           |

| (Chimpancés) |
|              |

| Hominina (Humanos) |
|                    |

| (Chimpancés) |
|              |

| Hominina (Humanos) |
|                    |

| (gorilas) |
|           |

| (Chimpancés) |
|              |

| Hominina (Humanos) |
|                    |

| (Chimpancés) |
|              |

| Hominina (Humanos) |
|                    |

| (orangutanes) |
|               |

| (gorilas) |
|           |

| (Chimpancés) |
|              |

| Hominina (Humanos) |
|                    |

| (Chimpancés) |
|              |

| Hominina (Humanos) |
|                    |

| (gorilas) |
|           |

| (Chimpancés) |
|              |

| Hominina (Humanos) |
|                    |

| (Chimpancés) |
|              |

| Hominina (Humanos) |
|                    |

| (orangutanes) |
|               |

| (gorilas) |
|           |

| (Chimpancés) |
|              |

| Hominina (Humanos) |
|                    |

| (Chimpancés) |
|              |

| Hominina (Humanos) |
|                    |

| (gorilas) |
|           |

| (Chimpancés) |
|              |

| Hominina (Humanos) |
|                    |

| (Chimpancés) |
|              |

| Hominina (Humanos) |
|                    |

| (orangutanes) |
|               |

| (gorilas) |
|           |

| (Chimpancés) |
|              |

| Hominina (Humanos) |
|                    |

| (Chimpancés) |
|              |

| Hominina (Humanos) |
|                    |

| (gorilas) |
|           |

| (Chimpancés) |
|              |

| Hominina (Humanos) |
|                    |

| (Chimpancés) |
|              |

| Hominina (Humanos) |
|                    |

La tribu taxón Hominini se propuso sobre la base de la idea de que, con respecto a la especiación en tres especies de una, las especies menos similares deberían separarse de las otras dos. Originalmente, esto produjo un género separado Homo, que, como era de esperar, se consideró «más diferente» de los otros dos géneros, Pan y Gorilla. Sin embargo, descubrimientos y análisis posteriores revelaron que Pan y Homo están genéticamente más cerca que Pan y Gorilla; así, Pan fue referido a la tribu Hominini con Homo. Gorilla ahora se convirtió en el género separado y fue referido al nuevo taxón tribu Gorillini.
Mann y Weiss (1996), propusieron que la tribu Hominini debería abarcar tanto Pan como Homo, pero agrupados en subtribus separadas. Clasificarían Homo y todos los simios bípedos a la subtribu Hominina y Pan a la subtribu Panina. Wood (2010) analiza los diferentes puntos de vista de esta taxonomía.
Richard Wrangham (2001) argumentó que la especie CHLCA era muy similar al chimpancé común (Pan troglodytes), tanto que debería clasificarse como un miembro del género Pan y recibir el nombre taxonómico superior Pan. La versión en línea ofrece una vista parcial del libro.
Los descendientes del lado humano de CHLCA se especifican como miembros de la tribu Hominina, es decir, por la inclusión del género Homo y su género estrechamente relacionado Australopithecus , pero con la exclusión del género Pan[cita requerida] - significa todos los géneros de la tribu Hominini relacionados con los humanos que surgieron después de la especiación de la línea con Pan. Tal agrupación representa «el clado humano» y sus miembros se llaman homínidos. Wood y Richmond (2000) propusieron un «clado de chimpancés», que lo refirió a una tribu Panini, que fue concebida por la familia Hominidae estando compuesto por una trifurcación de subfamilias.

## Evidencia fósil
Ningún fósil ha sido identificado de manera concluyente como CHLCA. Un posible candidato es Graecopithecus. Esto pondría la división CHLCA en Europa en lugar de África.
Sahelanthropus tchadensis es un hominina extinta con alguna morfología propuesta (y disputada) para ser como se esperaba del CHLCA; y vivió hace unos 7 millones de años, cerca de la época de la divergencia humano-chimpancé. Pero no está claro si debe clasificarse como un miembro de la tribu Hominini, es decir, un homínido, como un ancestro directo de Homo y Pan y un candidato potencial para la especie CHLCA, o simplemente un simio del Mioceno con alguna anatomía convergente y similitud con homininos muy posteriores.

El Ardipithecus probablemente apareció después de la división entre humanos y chimpancés, hace unos 5,5 millones de años, en un momento en que la hibridación todavía puede haber estado en curso. Tiene varias características compartidas con los chimpancés, pero debido a su incompleto registro fósil y la proximidad a la división humano-chimpancé, la posición exacta de Ardipithecus en el registro fósil no está clara. Probablemente se deriva del linaje de los chimpancés y, por lo tanto, no es directamente ancestro de los humanos. Sin embargo, Sarmiento (2010), señalando que Ardipithecus no comparte ninguna característica exclusiva de los humanos y algunas de sus características (las de la muñeca y la base del cráneo), sugieren que pudo haber divergido de la población común de humanos/simios africanos antes de la divergencia entre humanos, chimpancés y gorilas.
Los primeros fósiles que pertenecen claramente al linaje humano, pero no al de los chimpancés, aparecen hace aproximadamente 4,5 a 4 millones de años, con Australopithecus anamensis.
Se han encontrado pocos especímenes fósiles en el «lado de los chimpancés» de la división. El primer chimpancé fósil, que data de entre 545 y 284 mil años (radiométricos), fue descubierto en el valle del Rift de África Oriental de Kenia (McBrearty, 2005). Los géneros extintos enumerados en el taxobox[¿cuál?] son ancestros de Homo, o son ramificaciones. Sin embargo, tanto Orrorin como Sahelanthropus existieron en el momento de la divergencia, por lo que uno o ambos pueden ser ancestros de ambos géneros Homo y Pan.
Debido a la escasez de evidencia fósil para los candidatos CHLCA, Mounier (2016) presentó un proyecto para crear un «fósil virtual» mediante la aplicación de morfometría digital y algoritmos estadísticos a los fósiles de toda la historia evolutiva de Homo y Pan[cita requerida], habiéndose utilizado previamente esta técnica para conseguir visualizar un cráneo del último antepasado común de neandertal y Homo sapiens.

## Estimaciones de edad
En 1998, se propuso una estimación de la edad del CHLCA, TCHLCA, de 10 a 13 millones de años, y White et al. (2009) asumen un rango de 7 a 10 millones de años atrás:

En efecto, ahora no hay una razón a priori para suponer que los tiempos divididos entre humanos y chimpancés son especialmente recientes, y la evidencia fósil ahora es totalmente compatible con las fechas de divergencia entre chimpancés y humanos más antiguos [7 a 10 Ma] ...
White y col. (2009)

Algunos investigadores trataron de estimar la edad del CHLCA utilizando estructuras de biopolímeros que difieren ligeramente entre animales estrechamente relacionados. Entre estos investigadores, Allan C. Wilson y Vincent Sarich fueron pioneros en el desarrollo del reloj molecular para humanos. Trabajando en secuencias de proteínas, finalmente en 1971, determinaron que los simios estaban más cerca de los humanos de lo que algunos paleontólogos percibían según el registro fósil. Más tarde, Vincent Sarich concluyó que el TCHLCA no tenía más de 8 millones de años, La versión en línea ofrece una vista parcial del libro. con un rango favorito entre 4 y 6 millones de años antes del presente.
Esta era paradigmática se ha mantenido con la antropología molecular hasta finales de la década de 1990. Desde la década de 1990, la estimación ha sido impulsada nuevamente hacia tiempos más remotos, porque los estudios han encontrado evidencia de una desaceleración del reloj molecular a medida que los simios evolucionaron de un ancestro común con morfología de mono en monos, y los humanos evolucionaron a partir de un antepasado simio común en simios no humanos.
Un estudio de 2016 analizó las transiciones en los sitios de CpG en secuencias del genoma, que exhiben un comportamiento más parecido al reloj que otras sustituciones, llegando a una estimación del tiempo de divergencia de humanos y chimpancés de 12,1 millones de años.

## Especiación híbrida
Una fuente de confusión al determinar la edad exacta de la división Pan-Homo es la evidencia de un proceso de especiación más complejo en lugar de una división limpia entre los dos linajes. Los diferentes cromosomas parecen haberse dividido en diferentes momentos, posiblemente durante un período de hasta 4 millones de años, lo que indica un proceso de especiación largo y prolongado con eventos de hibridación a gran escala entre los dos linajes emergentes tan recientemente como hace de,, 6,3 a 5,4 millones de años, de acuerdo con Patterson et al. (2006).
La especiación entre Pan y Homo ocurrió en los últimos 9 millones de años. Ardipithecus probablemente bifurca del linaje Pan en medio del Messiniense, Mioceno. Después de las divergencias originales, según Patterson (2006), hubo períodos de hibridación entre grupos de población y un proceso de divergencia e hibridación alterna que duró varios millones de años. En algún momento durante el Mioceno tardío o el Plioceno temprano, los primeros miembros del clado humano completaron una separación final del linaje de Pan con estimaciones de fechas que van desde 13 millones hasta hace 4 millones de años. La última fecha y el argumento para los eventos de hibridación son rechazados por Wakeley (2008).
La suposición de la hibridación tardía se basó en particular en la similitud del cromosoma X en humanos y chimpancés, lo que sugiere una divergencia tan tardía como hace unos 4 millones de años. Esta conclusión fue rechazada por injustificada por Wakeley (2008), quien sugirió explicaciones alternativas, incluida la presión de selección sobre el cromosoma X en las poblaciones ancestrales del CHLCA.
La especiación compleja y la clasificación incompleta del linaje de las secuencias genéticas también parece haber ocurrido en la división entre el linaje humano y el del gorila, lo que indica que la especiación «desordenada» es la regla más que la excepción en los primates grandes. Tal escenario explicaría por qué la edad de divergencia entre el Homo y Pan ha variado con el método elegido y por qué un punto único hasta ahora ha sido difícil de rastrear.